# Каменкова, Анна Семёновна
А́нна Семёновна Каменко́ва (Каменко́ва-Па́влова; род. 27 апреля 1953, Москва) — советская и российская актриса театра, кино и дубляжа; заслуженная артистка РСФСР (1985).

## Биография
Родилась 27 апреля 1953 года в Москве, в семье Семёна Абрамовича Гуревича и Ольги Александровны Каменковой-Павловой. Родители преподавали русский язык и литературу в средней школе, отец также вёл семинары в Московском институте повышения квалификации учителей и написал множество педагогических пособий. Когда Каменковой было девять лет, её мать умерла, и большую роль сыграла поддержка её старшей сестры Ольги.

Впервые в кино сыграла в возрасте шести лет в фильме «Девочка ищет отца» (1959) по одноимённой повести Евгения Рысса о дочери белорусского партизана. За этот фильм получила свою первую награду — за лучшее исполнение детской роли на II Международном кинофестивале в Аргентине (Мар-дель-Плата, 1960). Посещала студию художественного слова во Дворце пионеров под руководством Галины Александровны Хацревин и выступала на сцене Большого театра: 
… в 12 лет у меня был ещё такой замечательный поворот: я играла русалочку в Большом театре в опере «Русалка», имела счастье быть на одной сцене с Козловским, Атлантовым, Ведерниковым, Пьявко. Правда, я мало что тогда понимала, но ощущение грандиозности этого театра, этой сцены осталось… И грандиозное ощущение музыки…  Это вообще было что-то невероятное: я имела возможность впитывать всё это на правах любимицы театра, такого, знаете, сына полка… Я смотрела все спектакли, все оперы, все балеты, бывала за кулисами, трогала руками гигантскую голову в «Руслане и Людмиле»… Конечно, у меня просто не могло быть другого пути.
В 1970 году поступила в Высшее театральное училище имени М. С. Щепкина, на курс М. И. Царёва. Будучи студенткой, она дебютировала на сцене Малого театра в спектакле «Средство Макропулоса» по пьесе К. Чапека.

### Театр
После получения диплома (1974) была принята в труппу Театра на Малой Бронной, где работал Анатолий Эфрос. В одном из интервью вспоминала:
В юности я попала к великому Анатолию Эфросу — это вершина XX века в театре. К тому же я играла героинь Достоевского, Тургенева, Горького, что само по себе счастье.
В Театре на Малой Бронной Анна Каменкова играла до 1992 года. Среди самых её значительных работ — роль Верочки в спектакле «Месяц в деревне» (И. Тургенев, режиссёр А. Эфрос), Джо в спектакле «Вкус мёда» (Шила Дилэйни, режиссёр Анатолий Спивак), Марии-Луизы в спектакле «Наполеон Первый» (Фердинанд Брукнер, режиссёр А. Эфрос), Ани в спектакле «Вариации феи Драже» (А. Кутерницкий, режиссёр А. Спивак), Её в спектакле «Лунин, или смерть Жака…» (Э. Радзинский, режиссёр Александр Дунаев). Сыграла Агафью Тихоновну в «Женитьбе» Гоголя, Варю в спектакле «Брат Алёша» по Достоевскому, Анну в «Ва́рварах» Горького и множество других ролей.

После 1992 года актриса ушла в антрепризу. Стала сотрудничать с театрами «Бенефис», «Школа современной пьесы», «Театр имени Рубена Симонова». В сотрудничестве с «Независимым театральным проектом» в 1998 году был поставлен спектакль «Ханна» по мотивам пьесы П.-У. Энквиста «Из жизни дождевых червей» (режиссёр А. Спивак), где Анна Каменкова исполнила роль примы Королевского театра Копенгагена и подруги Ханса Кристиана Андерсена Ханны Хейберг. Об этой постановке Каменкова говорила так: 
Какое-то время назад я играла в спектакле «Ханна», это была моя любимая роль — мощная, подарочная…
В апреле 2007 года была занята в 3 спектаклях: «Старые Русские» (режиссёр Сергей Кутасов, по пьесе Бориса Рацера — комедия о жизни двух старых интеллигентов в условиях рыночной экономики), «Неожиданное» (режиссёр Франк Бертье, по пьесе Фабриса Мелькио, которого российская пресса окрестила «французским Гришковцом» — это история женщины, которая не хочет верить в смерть своего возлюбленного и общается с ним при помощи «бутылок воспоминаний»), «Своими словами» (режиссёр Иосиф Райхельгауз — это спектакль без пьесы и драматурга: режиссёр обозначил несколько жизненных ситуаций, их примерное развитие — и предложил актёрам импровизировать).

### Кино
После долгого перерыва в кино Анна Каменкова вернулась в 1975 году («Лесные качели», «Беларусьфильм», Светлана). В следующем году состоялись съёмки армейской мелодрамы «Весенний призыв» (Ирина). Настоящее признание пришло к актрисе после роли Мани в мелодраме Леонида Менакера «Молодая жена» (1979). На XIII Всесоюзном фестивале в Душанбе ей вручили Приз за лучшую женскую роль, а затем признали актрисой года. В 1980-е годы актрису можно было часто увидеть на экране. В 1987 году она в партнёрстве с Сергеем Шакуровым сыграла в фильме «Визит к Минотавру». В 1989 году вышел фильм «Софья Петровна», в основу которого легла одноимённая повесть Л. К. Чуковской о сталинских 1930-х годах. Героине фильма Софье Петровне — 50 лет, во время съёмок Каменковой было 34 года. Позднее она скажет, что очень долго «отходила от роли», чувствовала себя старше, чем она есть, старалась «омолодиться». За эту сложную роль актриса получила Приз на Всесоюзном фестивале телефильмов (Душанбе).
В 1993 году Каменкова сыграла роль Анны в художественной кинодраме Владимира Макеранца «Ты есть…», благодаря которой получила Приз Международного фестиваля актёров кино «Балтийская жемчужина» (Рига — Юрмала) за лучшую женскую роль (1994).
В 1990-е годы Анна Каменкова работала с зарубежными режиссёрами, в частности, в 1998 году снялась в фильме Павла Павликовского «Стрингер» (The Stringer).

### Озвучивание фильмов
Ещё будучи студенткой Анна Каменкова озвучила Джульетту в русскоязычной версии дубляжа знаменитого фильма Франко Дзеффирелли («Ромео и Джульетта», 1968). Голосом Анны Каменковой говорят Лариса в «Жестоком романсе» (1984), Анастасия Ягужинская в «Гардемаринах» (1987) и ряд других героинь советских и российских фильмов.
В 1990-е годы актриса принимала активное участие в озвучивании зарубежных фильмов.
В последние десятилетия она озвучивала такие киноленты, как «Унесённые ветром» (1939, Скарлетт), «Послания в бутылке» (1999, Тереза Осборн), «Фрида» (2002, Фрида), «8 женщин» (2002, Габи) и многие другие.

## Семья
Отец — Семён Абрамович Гуревич, преподаватель русского языка и литературы в старших классах школы, филолог, автор книг по педагогике, читал лекции и вёл семинары в Московском институте повышения квалификации учителей. Умер в возрасте 74 лет.
Мать — Ольга Александровна Каменкова-Павлова (1924—1962), преподаватель русского языка и литературы.
Сестра — Ольга Каменкова (1945—2009). В 1966 году окончила филологический факультет МГПИ им. В.И. Ленина. В 1966—1967 годах работала преподавателем русского языка и литературы в старших классах школы, редактором молодёжных программ на ТВЦ, на Первом канале, старшим редактором литературной части в театре «Современник», на ВГТРК, была режиссёром и сценаристом нескольких документальных фильмов. Преподавала в Высшей школе телевидения МГУ.
Муж (с 1980 года) — Анатолий Спивак (1938—2023), окончил актёрский факультет Калининского филиала школы-студии при МХАТе в 1967 году. Актёр и режиссёр театра на Малой Бронной, заслуженный артист РСФСР.
Сын — Сергей Спивак (род. 1987), специалист по защите авторских прав, выпускник юридического факультета ВШЭ.

## Общественная позиция
Анна Каменкова высказалась в поддержку российского вторжения на Украину .

## Награды и премии
- Заслуженная артистка РСФСР (1985 год).
- Медаль имени Михаила Чехова (2017 год, Дом русского зарубежья имени Александра Солженицына).

## Творчество

### Роли в театре

#### Театр на Малой Бронной
- 1974 — «Ленушка» Л. Леонова — Лена
- 1974 — «Брат Алёша» В. Розова (по мотивам романа Ф. М. Достоевского «Братья Карамазовы»). Постановка А. Эфроса — Варя
- 1974 — «Дон Жуан» Ж.-Б. Мольер. Постановка А. Эфроса — Шарлотта
- 1975 — «Ситуация» В. Розова
- 1975 — «Своей дорогой» Р. Ибрагимбеков
- 1975 — «Женитьба» Н. В. Гоголя. Постановка А. Эфроса — Агафья Тихоновна
- 1976 — «Варвары» А. М. Горького — Анна
- 1977 — «Месяц в деревне» И. С. Тургенева. Постановка А. Эфроса — Верочка
- 1977 — «Не от мира сего» А. Н. Островского — Ксения Васильевна
- 1977 — «Душа поэта» Ю. О’Нил — Сара
- 1978 — «Веранда в лесу» И. Дворецкого — Катя
- 1980 — Эдвард Радзинский «Лунин, или смерть Жака…» — Она
- 1981 — Шейла Делани[англ.] «Вкус мёда[англ.]» — Джо
- 1983 — «Наполеон Первый» Ф. Брукнера. Постановка А. Эфроса — Мария-Луиза
- 1984 — «Пути-перепутья» Ф. Абрамова — Анфиса
- 1984 — «Вариации феи Драже» А. Кутерницкого — Аня
- 1985 — «Солдатами не рождаются» К. Симонова — Овсянникова, военврач
- 1989 — «Мать Иисуса» А. Володина — Мать

#### Театр «Бенефис»
- 1991 — «Уличённая ласточка» Н. Садур — Аллочка

#### Независимый театральный проект
- 1998 — «Ханна»[17] Пера Улова Энквиста (по пьесе «Из жизни дождевых червей») — Ханна Хейберг
- 2005 — «Госпиталь „Мулен Руж“»[18] Дани Лоран — Адриенна
- 2010 — «Девочки из календаря[англ.]»[19] Тима Фёрта[англ.] — Анни

#### Театр имени Рубена Симонова
- 2004 — «Старые русские» Б. Рацера — Наталия Дмитриевна

#### Театр «Школа современной пьесы»
- 2004 — «Без зеркал» Н. Климонтовича — Анна
- 2005 — «Неожиданное» Фабриса Мелькио[фр.][4] — Лиана
- 2006 — «Своими словами»[4] — Мама

#### Антреприза
- 2004 — «А-ля фуршет со святой водой» Н. Брода — Лена
- 2009 — «Цветок смеющийся» Н. Кауарда — Дафна Стилингтон

#### Московский драматический театр «Модерн»
- 2017 — «О дивный новый мир» Олдоса Хаксли — Линда
- 2019 — «Ничего, что я Чехов?» — Ольга Чехова (эпоха)
- 2021 — «Кладбище понтов» — Тойота

### Фильмография

#### Роли в кино
- 1959 — Девочка ищет отца — Лена, дочь партизанского командира Панаса[4] (премия МКФ в Мар-дель-Плата, 1960)
- 1975 — Лесные качели — Светлана
- 1976 — Весенний призыв — Ирина
- 1974 — Такая короткая долгая жизнь — Женя
- 1979 — Молодая жена — Мария Стрельцова, молодая жена Алексея Терехова (премия Всесоюзного кинофестиваля, 1979)
- 1980 — Рассказы о любви — Иловайская
- 1980 — Структура момента — Алия
- 1982 — Год активного солнца — Ирина
- 1982 — Солнечный ветер — Надежда Степановна Петровская, молодой учёный-физик[5]
- 1983 — Поздняя любовь — Людмила[5]
- 1985 — Город над головой — Нина
- 1985 — Иван Бабушкин — Мария Николаевна (Маша), ссыльная террористка
- 1986 — Последняя дорога — Александра Николаевна Гончарова, сестра Н. Н. Пушкиной
- 1989 — Софья Петровна — Софья Петровна, секретарь-машинистка ленинградского издательства (приз Всесоюзного фестиваля телефильмов)
- 1990 — Детство Тёмы — Аглаида Васильевна
- 1990 — Очищение — Настасья
- 1992 — Круг обречённых — Ирина
- 1993 — Ты есть… — Анна (приз МКФ «Балтийская жемчужина», 1994)
- 1998 — Стрингер — мать Вадика
- 1999 — Тесты для настоящих мужчин — Анна
- 2001 — Лавина — Ирина
- 2006 — Последний приказ генерала — Дора
- 2008 — Принцесса цирка — Виктория
- 2009 — Концерт — Ирина Филиппова
- 2013 — Процесс — Елена, мать Екатерины
- 2016 — Можете звать меня папой — Нина Александровна
- 2017 — Три сестры — Маша Прозорова, средняя сестра
- 2018 — Без меня — мать Ксении
- 2019 — Ван Гоги — мама Маши
- 2025 — Кракен — мать Виктора и Александра

#### Роли в телеспектаклях
- 1972 — Школьный спектакль — эпизод
- 1976 — Анино сердце — Аня
- 1976 — Лунёв сегодня и завтра — Верочка
- 1976 — Язык — Гелена
- 1977 — Осторожно, листопад! — Света
- 1978 — Стойкий туман — Паша
- 1978 — Варвары — Анна Фёдоровна
- 1979 — Молодая хозяйка Нискавуори — Мальвина
- 1980 — О ты, последняя любовь! — Елена Денисьева
- 1983 — Месяц в деревне — Верочка
- 1986 — Лунин, или смерть Жака — Она
- 2002 — Уличённая ласточка — Аллочка

#### Роли в телесериалах
- 1977 — Хождение по мукам — Агриппина
- 1978 — Следствие ведут ЗнаТоКи. Дело № 13 «До третьего выстрела» — Антонина Васильевна Зорина, инспектор по делам несовершеннолетних
- 1980 — Государственная граница. Фильм № 2 «Мирное лето 1921-го года» — Галя (Галина Кравцова)
- 1986 — Покушение на ГОЭЛРО — Нина Бугрова
- 1987 — Визит к Минотавру — Елена Сергеевна Нечаева, помощница следователя Тихонова
- 1992 — 1994 — Горячев и другие — Елена Корн
- 1998 — Самозванцы — Валентина
- 2005 — Золотые парни — Настя
- 2005 — Девять неизвестных — Лилия Петровна, мать Мефодия Дарвина
- 2006 — Очарование зла — Надежда Васильевна Плевицкая, русская певица, исполнительница русских народных песен и романсов
- 2008 — Если у Вас нету тёти… — Ольга
- 2007 — Принцесса цирка — Виктория
- 2009 — Золото скифов — Серафима Игоревна
- 2012 — МУР. Третий фронт — Тамара Михайловна Никифорова, главный врач психиатрической больницы
- 2012 — Однажды в Ростове — Сима Полетаева, мать Нины
- 2012 — Метод Фрейда (серия № 8) — Влада Волошина, писатель-романист, бывший учитель химии
- 2013 — Она не могла иначе — Лидия Сергеевна, мать Алевтины
- 2013 — Новая жизнь — Дарья Фёдоровна
- 2013 — Мама-детектив — Мария Борисовна, мать следователя ГУВД Ларисы Ивановны Левиной
- 2013 — Танцы марионеток — Марта Рудольфовна Конецкая, бывшая манекенщица
- 2014 — Тест на беременность — Алла Валерьевна Кашина, акушер-гинеколог, заслуженный врач России
- 2016 — Семейные обстоятельства — Галина Алексеевна, мать Ларисы
- 2017 — Тест на беременность 2 — Алла Валерьевна Кашина, акушер-гинеколог, заслуженный врач России
- 2018 — Одна жизнь на двоих — Татьяна Челышева
- 2018 — Семейное дело — Любовь
- 2019 — Свадьбы и разводы — Софья Алексеевна (эпизодическая роль)
- 2021 — Медиатор — Ирина Григорьевна Павлова
- 2022 — Оффлайн — Ольга Александровна Короткова
- 2022 — Право на свободу — Татьяна Викторовна Елецкая
- 2023 — Мосгаз. Последнее дело Черкасова — Марина Савина, возлюбленная Леонтьева в молодости
- 2023 — Открытый брак — мать Оксаны

### Работы на радио
Радиопередачи
- 1977 — Почтовый дилижанс в стране литературных героев. Рейс № 15
- 1978 — Почтовый дилижанс в стране литературных героев. Рейс № 25
- 1979 — Гена чуть не заблудился в тёмном царстве

Радиопостановки
- 1975 — «Судьба» П. Проскурина — Алёнка
- 1975 — «Северная повесть» К. Паустовского — Анна
- 1976 — «Каменотёс из Флоренции (Микеланджело)» З. Чёрнышёвой — Контессина Медичи
- 1977 — «Путешествие в Бробдингнег» Дж. Свифта — Глюмдальклич
- 1977 — «Анюта» Б. Полевого — Аня
- 1977 — «Не от мира сего» А. Островского — Ксения Васильевна
- 1977 — «Волли Круус и его друзья» В. Рушкиса — Юта Каэр
- 1977 — «Смотри, сколько маков!» Н. Русева — Веска
- 1977 — «Разгаданная тайна» М. Ибрагимбекова — Кама
- 1977 — «Первые радости» К. Федина — Аночка
- 1978 — «Необыкновенное лето» К. Федина — Аночка
- 1978 — «Алло, такси!» З. Чёрнышёвой — Женя Кочеткова
- 1978 — «Лушкина работа» Н. Баранской — Вера Лукьянова
- 1979 — «Дни и ночи» К. Симонова — Аня
- 1979 — «По ту сторону» В. Кина — Варя
- 1979 — «Сердце Бонивура» Д. Нагишкина — Нина
- 1980 — «Белые ночи» Ф. Достоевского — Настенька
- 1980 — «Бегущая по волнам» А. Грина — Дези
- 1980 — «Вратарь республики» Л. Кассиля — Настя
- 1981 — «Принцесса на горошине» Х.-К. Андерсена — Принцесса
- 1982 — «Цветы запоздалые» А. Чехова — Княжна Мария
- 1982 — «Изба раздумий» (по повести «Земной поклон» А. Кузнецовой) — Любава
- 1983 — «Лунный камень» У. Коллинза — Розанна Спирман
- 1983 — «Владимир Обух» З. Чёрнышёвой — Шура
- 1983 — «Снегурочка» К. Булычёва — Снегурочка
- 1984 — «Товарищи» Ю. Лиманова — Лепешинская
- 1984 — «Учитель музыки» (по роману «Дворянское гнездо» И. Тургенева) — Лиза
- 1984 — «Ежевика под снегом» (по роману «Брак по-имеритински» А. Эбаноидзе) — Нуца
- 1985 — «Варька» Е. Носова
- 1985 — «Метель» А. Пушкина — Марья Гавриловна
- 1985 — «Их имена забыться не должны» Л. Зельмановой — Мария Волконская
- 1985 — «Хочу, чтобы меня любили» Т. Дубровиной — Катя
- 1985 — «Ромео и Джульетта» У. Шекспира — Джульетта
- 1986 — «Конфликт в Приозерске» Н. Сизова — Надя Кравцова
- 1988 — «Жизнь и крушение Прохора Громова» (по роману «Угрюм-река» В. Шишкова) — Нина Куприяновна
- 1991 — «Три товарища» Э.-М. Ремарка — Пат
- 1991 — «Олеся» А. Куприна — Олеся
- 2004 — «Миф об идеальном мужчине» Т. Устиновой — Клава Ковалёва
- 2005 — «Отцы и дети» И. Тургенева — Анна Одинцова
- 2007 — «Семейное счастие» Л. Толстого
- 2007 — «Бедные люди» Ф. Достоевского — Варенька Добросёлова
- 2007 — «Звездопад» В. Астафьева — Мама Лиды
- 2007 — «Джейн Эйр» Ш. Бронте — Джейн Эйр
- 2007 — «Грозовой перевал» Э. Бронте — Кэтрин Эрншо
- 2009 — «Евангельские чтения для детей» Д. Карро
- 2010 — «Шагреневая кожа» О. Бальзака — Госпожа Годэн
- 2011 — «Берегу всё, что помню» (по рассказам В. Инбер)

### Озвучивание

#### Мультфильмы
- 1973 — Персей
- 1974 — Прометей
- 1975 — Василиса Микулишна
- 1976 — Сказка дедушки Ай-По
- 1976 — Храбрец-удалец
- 1977 — Василиса Прекрасная
- 1979 — Пер Гюнт
- 1982 — Рыбья упряжка
- 1986 — Геракл у Адмета
- 1988 — Кошка, которая гуляла сама по себе

#### Отечественные фильмы
- Повесть о человеческом сердце (1974) — Наташа, дочь Крымова (роль Натальи Храбровицкой)
- Расписание на завтра (1976) — Евгения Михайловна, учительница (роль Нины Зоткиной)
- Шла собака по роялю (1978) — Таня Канарейкина (роль Елены Кищик)
- Жестокий романс (1984) — Лариса Дмитриевна Огудалова (роль Ларисы Гузеевой)
- Господин Великий Новгород (1984) — Надежда (роль Елены Антоновой)
- Предел возможного (1984) — Лена Голикова (роль Ирины Бразговки)
- Искренне Ваш... (1985) — Катя Корнеева (роль Веры Глаголевой)
- Снайперы (1985) —  Алия Молдагулова (роль Айтурган Темировой)
- Встреча перед разлукой (1986) — Женя (роль Елены Дробышевой)
- Плюмбум, или Опасная игра (1986) — Маша (роль Елены Яковлевой)
- Гардемарины, вперёд! (1987) — Анастасия Ягужинская (роль Татьяны Лютаевой)
- Виват, гардемарины! (1991) — Анастасия Ягужинская (роль Татьяны Лютаевой)
- Волкодав (1991) — Виктория Журавлёва (роль Инары Слуцки)
- Униженные и оскорблённые (1991) — Наташа Ихменева (роль Настасьи Кински)
- Чёрный квадрат (1992) — Алла Тер-Погосян (роль Татьяны Лютаевой)
- Тайны семьи де Граншан (1992) — Полина (роль Аурелии Зуперскайте (Анужите))
- Сердца трёх (1992) — Акатава (роль Пирет Мянгел)
- Ричард Львиное Сердце (1992) — Принцесса Эдит (роль Ирины Безруковой)
- Аляска, сэр! (1993) — Марта (роль Елены Романовой)
- На Муромской дорожке (1993) — Ольга (роль Юрги Кураускайте)
- Предсказание (1993) — Людмила (роль Ирен Жакоб)
- Роман «Alla russa» (1994) — Анна Захарова (роль Ирины Метлицкой)
- Королева Марго (1996) — Генриетта Невэрская (роль Веры Сотниковой)
- Хочу в тюрьму (1998) — Мери (роль Аллы Клюки)
- Что сказал покойник (сериал) (2000) — Алиса (роль Эвы Шикульской)
- Упасть вверх (2002) — Голос за кадром
- Влюблённые 2 (2004) — Таня (роль Марианны Вертинской)
- Плата за любовь (сериал) (2006) — Мария (роль Агнессы Зелтыни)
- Ирония судьбы. Продолжение (2007) — Надежда Шевелёва (роль Барбары Брыльской)

#### Документальные фильмы и передачи
- Жизнь Солженицына (1998)
- Натали. Три жизни Натальи Гончаровой (2002) — Наталья Гончарова
- Третьяковка — дар бесценный! (2002—2006)
- Между долгом и чувством (2004)[21]
- Фрида на фоне Фриды (2005)[22]
- В гости к пришельцам. Георгий Гречко (2006)
- Безымянные дома: Москва Серебряного века (2007) — Марина Цветаева
- Шальная звезда Ирины Аллегровой (2007)
- Статсъ-дама при императорском портрете (2007) — Екатерина Дашкова
- Негромкое кино Бориса Барнета (2007)
- Ирония судьбы Барбары Брыльской. Продолжение (2008)
- Женское лицо войны. Катюша (2008)
- Анна Бовшек. Жизнь поперёк строк (2009) — читает письма
- Бабий век (2009—2011)
- Легендарные выступления. Майя Плисецкая (2010)[23]
- Ксения, дочь Куприна (2012)
- Татьяна Шмыга. Дитя веселья и мечты (2013)
- Чужая на родине. Судьба дочери Сталина (2014) — читает письма
- Красота по-русски (2015) — перевод иностранной речи хореографа Жанет Фарао
- Марис Лиепа. Невыносимая лёгкость бытия (2016)
- В стране чудес Валентины Кузнецовой (2019)

## Дубляж и закадровое озвучивание

#### Фильмы

##### Мерил Стрип
- 1999 — Женщина французского лейтенанта (1981) — Сара Вудрафф / Анна[24] (дубляж студии «Варус Видео»)
- Мосты округа Мэдисон (1995) — Франческа Джонсон[24][25] (дубляж студии «Варус Видео»)

##### Джуди Денч
- Виктория и Абдул (2017) — королева Виктория[26] (дубляж студии «Пифагор»)
- Кошки (2019) — Старая Дьютерономи[26] (дубляж студии «Пифагор»)

#### Другие фильмы
- 1997, 2002 — Унесённые ветром (1939) — Скарлетт О’Хара (роль Вивьен Ли)[27][14][28][25][29][30] (закадровый перевод студии «Варус Видео» и дубляж студии «Мост Видео»)
- Мост Ватерлоо (1940) — женские роли[14][28] (закадровый перевод)
- Анжелика — маркиза ангелов (1964) — женские роли (закадровый перевод т/к «НТВ»)[27]
- 1972 — Ромео и Джульетта (1968) — Джульетта (роль Оливии Хасси)[24][31][6][10][27][29][30] (дубляж киностудии «Союзмультфильм»)
- 1976 — Зорро (1975) — Ортензия (роль Оттавии Пикколо)[32] (дубляж киностудии «Союзмультфильм»)
- 1979 — Не упускай из виду (1975) — Дженет (роль Джейн Биркин)[33] (дубляж киностудии «Союзмультфильм»)
- 1982 — Подлинная история дамы с камелиями (1981) — Альфонсина (роль Изабель Юппер)[29] (дубляж киностудии им. Горького)
- Молчание ягнят (1991)[34] (закадровый перевод «НТВ+»)
- Основной инстинкт (1992)[27][10] — женские роли (закадровый перевод компании «Селена интернешнл» по заказу ОРТ; закадровый перевод студии «Нота» по заказу РТР)
- 2000 — Телохранитель (1992) — Рейчел Мэррон (роль Уитни Хьюстон)[30] (дубляж студии «Мост Видео»)
- Сфера (1998) — Бэт (Шэрон Стоун)[24] (дубляж студии «Мост Видео»)
- Послание в бутылке (1999) — Тереза Осборн (роль Робин Райт Пенн)[6] (дубляж студии «Мост Видео»)
- Гладиатор (2000) — Люцилла (роль Конни Нильсен)[35] (дубляж тон-студии «Мосфильм» / объединения «Мосфильм-мастер»)
- 8 женщин (2001)[6] — Габи (роль Катрин Денёв) (дубляж тон-студии «Мосфильм» / объединения «Мосфильм-мастер»)
- 2002 — Кейт и Лео (2001) — Кейт Мак-Кей (роль Мег Райан)[25] (дубляж объединения «Мосфильм-мастер»)
- Властелин колец: Братство Кольца (2001) — Арвен (роль Лив Тайлер)[25][36] (дубляж объединения «Мосфильм-мастер»)
- Фрида (2002)[6] — Фрида Кало (роль Сельмы Хайек) (дубляж студии «Пифагор»)
- Знакомство с Факерами (2004) — Розалин (роль Барбры Стрейзанд)[27] (дубляж студии «Пифагор»)
- Приключения Десперо (2008) — Рассказчица[37] (дубляж студии «Пифагор»)
- Венера в мехах (2013) — Ванда Журден (роль Эммануэль Сенье)[38] (дубляж студии «Пифагор»)